# Demokraté (Grónsko)
Demokraté (grónsky Demokraatit, dánsky Demokraterne) je grónská sociálně liberální politická strana.
Dříve byla strana skeptická k nezávislosti Grónska a dokonce i k další samosprávě, nyní podporuje nezávislost jako konečný cíl postupného procesu, který začíná větším sebeurčením. Mezi jejich hlavní priority patří zlepšování vzdělávání a zlepšování situace v oblasti bydlení.

## Historie
Stranu v roce 2002 založil grónský politik Per Berthelsen, který byl vyloučen ze strany Siumut, když nesouhlasil se schválením zvláštních grantů na stavbu budovy univerzity v Nuuku. Ve volbách do grónského parlamentu v roce 2002 strana získala 5 křesel. V roce 2005 získala strana 7 křesel. V roce 2007 Pat Berthelsen opustil stranu. 
Za jeho nástupce Jense B. Frederiksena utrpěla strana v roce 2009 velké ztráty a počet hlasů se snížil téměř o polovinu. Demokraté se i přesto poté poprvé stali členem koaliční vlády Kuupika Kleista. Ve volbách v roce 2013 se podíl hlasů strany opět snížil na polovinu. Ve volbách, které se konaly následující rok Frederiksen stranu opustil a jeho nástupcem se stal Anda Uldum, pod jehož vedením se straně podařilo v témže roce téměř vyrovnat volební výsledek z roku 2009. Poté vstoupila do koaliční vlády vedené Siumutem. Vláda se v roce 2016 rozpadla a Demokraté odešli do opozice. V roce 2018 dosáhli se svým lídrem Nielsem Thomsenem druhého nejlepšího výsledku v historii strany. Od října 2018 do května 2020 strana tolerovala menšinovou vládu, než s ní vstoupila do koalice. Ve volbách v roce 2021 se volební výsledek oproti volbám v roce 2018 snížil na polovinu, což byl druhý nejhorší výsledek v historii strany. Strana se však dokázala vzpamatovat a v předčasných parlamentních volbách 2025 pod vedením Jense Frederika Nielsena drtivě zvítězila. V novém parlamentu obsadila 28. března 2025 deset křesel.

## Výsledky voleb

### Volby do Gronského parlamentu
| Volby | Počet hlasů | %      | Mandáty | ±       | Výsledek                                                               |
| ----- | ----------- | ------ | ------- | ------- | ---------------------------------------------------------------------- |
| 2002  | 4,558       | 15,9   | 5/31    | vznikla | Opozice                                                                |
| 2005  | 6,595       | 22,8   | 7/31    | 2▲      | Opozice                                                                |
| 2009  | 3,620       | 12,7   | 4/31    | 3▲      | Vládní koalice                                                         |
| 2013  | 1,870       | 6,2    | 2/31    | 2▼      | Opozice                                                                |
| 2014  | 3,469       | 11,8   | 4/31    | 2 ▬     | Vládní koalice (do 2016)                                               |
| 2018  | 5,712       | 19,5   | 6/31    | 2 ▬     | Opozice (v letech 2018-2020 toleruje vládu, od 2020 ve vládní koalici) |
| 2021  | 2.452       | 9,3 %  | 3/31    | 4▼      | Opozice                                                                |
| 2025  | 8.563       | 30,3 % | 10/31   | 1▲      | Vládní koalice                                                         |

### Volby do Dánského parlamentu
| Volby | Počet hlasů | % (v Grónsku) | Mandáty | ±       |
| ----- | ----------- | ------------- | ------- | ------- |
| 2005  | 4,909       | 21,7          | 0/2     | vznikla |
| 2007  | 4,584       | 18,5          | 0/2     | 0 ▬     |
| 2011  | 2,882       | 12,6          | 0/2     | 0 ▬     |
| 2015  | 1,753       | 8,5           | 0/2     | 0 ▬     |
| 2019  | 2,258       | 11,0          | 0/2     | 0 ▬     |
| 2022  | 3,656       | 18,5          |         | 0 ▬     |